# Mýloi (ort i Grekland, Epirus)
Mýloi är en ort i Grekland.   Den ligger i prefekturen Nomós Ioannínon och regionen Epirus, i den centrala delen av landet, 300 km nordväst om huvudstaden Aten. Mýloi ligger 919 meter över havet och antalet invånare är 245.
Terrängen runt Mýloi är kuperad åt nordväst, men åt sydost är den bergig. Runt Mýloi är det glesbefolkat, med 19 invånare per kvadratkilometer. Närmaste större samhälle är Metsovo, 7,2 km öster om Mýloi. Omgivningarna runt Mýloi är en mosaik av jordbruksmark och naturlig växtlighet.